# Caloptilia mandschurica
Caloptilia mandschurica là một loài bướm đêm thuộc họ Gracillariidae. Nó được tìm thấy ở Trung Quốc, Nhật Bản (Hokkaidō, Honshū), Hàn Quốc và vùng Viễn Đông Nga.
Sải cánh dài 10.2-12.5 mm.
Ấu trùng ăn Castanea crenata, Quercus acutissima, Quercus crispula, Quercus dentata, Quercus mongolica và Quercus serrata. Chúng ăn lá nơi chúng làm tổ.